# Hossein Faraki

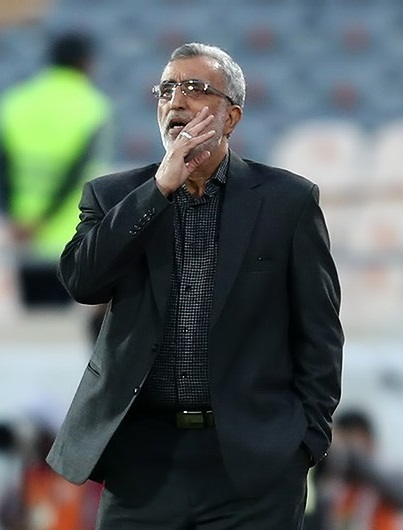
Faraki dirigiendo al Sepahan FC ante el Persepolis el.

Hossein Faraki (en persa: حسین فرکی‎, Teherán, Irán; 22 de marzo de 1957) es un exfutbolista y entrenador de fútbol de Irán que jugaba en la posición de delantero.

## Carrera

### Club
| Periodo   | Club           |
| --------- | -------------- |
| 1976–1979 | PAS Teherán FC |
| 1979      | Persepolis FC  |
| 1979–1981 | Al-Shaab CSC   |
| 1981–1992 | PAS Teherán FC |

### Selección nacional
Jugó para Irán de 1977 a 1980 con la que anotó 10 goles en 23 partidos, y participó en la Copa Mundial de Fútbol de 1978 y la Copa Asiática 1980.

### Entrenador
| Periodo   | Club            |
| --------- | --------------- |
| 2000      | PAS Teherán FC  |
| 2004      | Irán U-23       |
| 2009–2010 | Kaveh Tehran FC |
| 2010–2012 | Naft Tehran FC  |
| 2012–2014 | Foolad FC       |
| 2014–2015 | Sepahan FC      |
| 2016–2017 | Saipa FC        |
| 2018–2020 | Paykan FC       |

## Logros

### Jugador
Pas
- Copa Takht Jamshid (3): 1976-77, 1977-78, 1991-92

### Entrenador
Kaveh
- Segunda División de Irán (1): 2008-09

Foolad
- Iran Pro League (1): 2013-14

Sepahan
- Iran Pro League (1): 2014-15

### Individual
- Goleador de la copa Takht Jamshid (1): 1978-79
- Entrenador Iraní de la Temporada (2): 2013-14, 2014-15
- Mejor entrenador de la Iran Pro League (2): 2013-14, 2014-15
- Entrenador Iraní del Año (2): 2014, 2015

## Estadísticas

### Goles con la selección nacional
| #  | Fecha     | Sede                              | Rival                  | Resultado | Torneo                             |
| -- | --------- | --------------------------------- | ---------------------- | --------- | ---------------------------------- |
| 1  | 22-4-1977 | Shiraz, Irán                      | Arabia Saudita         | 2–0       | 1978 FIFA World Cup qualification  |
| 2  | 1-10-1977 | Tehran, Irán                      | Hungría                | 3–1       | Amistoso                           |
| 3  | 11-5-1978 | Toulouse, Francia                 | Francia                | 1–2       | Amistoso                           |
| 4  | 27-2-1980 | Singapur                          | China                  | 2–2       | 1980 Summer Olympics qualification |
| 5  | 1-3-1980  | Singapur                          | Singapur               | 3–0       | 1980 Summer Olympics qualification |
| 6  | 1-3-1980  | Singapur                          | Singapur               | 3–0       | 1980 Summer Olympics qualification |
| 7  | 7-3-1980  | Singapur                          | India                  | 2–0       | 1980 Summer Olympics qualification |
| 8  | 5-8-1980  | Al Ain, Emiratos Árabes Unidos    | Emiratos Árabes Unidos | 2–0       | Amistoso                           |
| 9  | 5-8-1980  | Al Ain, Emiratos Árabes Unidos    | Emiratos Árabes Unidos | 2–0       | Amistoso                           |
| 10 | 7-8-1980  | Abu Dhabi, Emiratos Árabes Unidos | Emiratos Árabes Unidos | 3–0       | Amistoso                           |
| 11 | 7-8-1980  | Abu Dhabi, Emiratos Árabes Unidos | Emiratos Árabes Unidos | 3–0       | Amistoso                           |
| 12 | 28-9-1980 | Kuwait City, Kuwait               | Kuwait                 | 1–2       | Copa Asiática 1980                 |